# T.J. Middleton
T.J. Middleton (Auburn, 2 maggio 1968) è un ex tennista statunitense.

## Carriera
In carriera ha ottenuto il suo miglior risultato raggiungendo la finale di doppio misto a Wimbledon nel 1994, in coppia con la connazionale Lori McNeil.